# Edgar von Westphalen

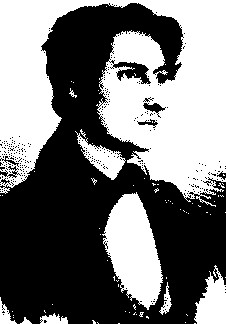
Edgar von Westphalen

Edgar Gerhard Julius Oscar Ludwig von Westphalen (* 26. März 1819 in Trier; † 30. September 1890 in Berlin) war ein deutscher kommunistischer Politiker, Schwager und Freund von Karl Marx.

## Leben

### Familie
Er war der zweite Sohn des königlich preußischen Regierungsrats Ludwig von Westphalen (1770–1842) und dessen zweiter Ehefrau Caroline Heubel (1779–1856). Der Vater war mit Heinrich Marx befreundet, wodurch sich auch die Kinder beider Familien anfreundeten. Vater Ludwig ließ sich am 3. Dezember 1834 in den Ruhestand versetzen, um sich intensiv der geistigen Entwicklung seiner beiden Kinder und von Karl Marx, Sohn von Heinrich Marx, zu widmen und wurde so dessen väterlicher Mentor. Edgars Schwester Johanna (Jenny) von Westphalen (1814–1881) heiratete 1843 ihren Jugendfreund Karl Marx, Sohn des jüdischen Advokat-Anwalts Heinrich (Heschel) Marx (1777–1838) und der Henriette Presburg (1788–1863). Aus der ersten Ehe des Vaters mit Lisette von Veltheim stammte der Halbbruder Ferdinand von Westphalen, der 1850 preußischer Innenminister im Kabinett Manteuffel war. Während der ältere Halbbruder Ferdinand gesellschaftspolitisch der konservativen Linie folgte, verschrieb sich der jüngere Edgar der sozialistischen Richtung, die auch vom jungen Marx in dieser Zeit begeistert rezipiert wurde.

### Politisches Wirken
Im Jahr 1830 lernte er im Trierer Gymnasium Karl Marx kennen, der als neuer Schüler in seine Klasse kam. Am 23. September 1835 machten beide ihr Abitur. Edgar studierte in Berlin und wurde Auskultator in Koblenz und 1842 in Trier.
In Brüssel unterzeichnete er 1847 eine Erklärung des Kommunistischen Korrespondenz-Komitees. Nach dem Scheitern der Märzrevolution von 1848 vergrub er gemeinsam mit seinem früheren Schulkameraden Mathias Joseph Fischer die Unterlagen des Demokratischen Vereins (zur Vorbereitung der Wahlen von 1848) und des Bundes der Kommunisten, dem Edgar von Westphalen schon im März 1846 angehört hatte, im Weißhauswald, um dadurch Trierer Bürger vor politischer Strafverfolgung zu bewahren. Westphalen beschrieb die Aktion in einem Brief vom 8. Juni 1870: 

„Mit socialistischen und communistischen Verbesserungen werde ich mich nicht mehr abgeben, das letzte was ich in dieser Hinsicht lieferte, war, daß ich als Kassirer des Trierer Lese und demokratischen Wühlcirkels alle Akten, Manifeste, gut gemeinte Vorschläge etc. der Londoner Junta in ein paare Blechboxen packte, diese in Gegenwart des Cigarrenhändlers Fischer versiegelte und verpetschaftete, als dann nach Weißhäuschen einen Spaziergang machte und sie all dort auf H. von Haw's Territorio mit Fischer zusammen vergrub … Der Erfolg meines wohl angelegten catche war, das bei der bald darauf erfolgenden großen Communistenaufstöberung und vor Gerichtstellung … die Trierer nicht mit figurierten und zweitens meine gute Mutter aus der Affaire blieb.“

Um der politischen Verfolgung zu entgehen, floh er wohl noch 1848 nach Texas. Deutschland verließ er vom Hafen in Bremen aus mit dem Segelschiff „Reform“. In den USA schloss sich Edgar von Westphalen den Freidenkern und jungen Kommunisten im Latin Settlement an, die gerade ihre kommunistische Siedlung Bettina aufgegeben hatten. In Texas fungierte er einige Jahre als Verbindungsmann zu Karl Marx und dessen politischen Freunden in Deutschland. So reiste er mehrmals zwischen Texas und Europa hin und her. Seine Schwester Jenny schrieb am 16. Oktober 1851 aus London an Joseph Weydemeyer (1818–1866) in New York City:

„Wir haben keine Neuigkeiten von Edgar seit seiner Abreise im April (1851). Er verließ Bremen an Bord des Segelschiffs ‚Reform‘, Captain Ammermann, mit der Absicht, in Galveston an Land zu gehen und in New Braunfels zu bleiben.“

1865 kam Westphalen wieder nach Europa zurück und wohnte von Mitte Mai bis Anfang November desselben Jahres im Londoner Haus von Schwester Jenny und Schwager Karl Marx. Am 5. November 1865 verließ Edgar London und verbrachte seine letzten Jahre überwiegend in Berlin, unterstützt durch seinen Halbbruder Ferdinand von Westphalen. Gelegentlich wurde auch mit Friedrich Engels und Eleanor Marx korrespondiert.
Edgar von Westphalen starb am 30. September 1890 im Alter von 71 Jahren in Berlin und wurde auf dem Luisenstädtischen Friedhof beigesetzt.

## Werke
- Aus Havelland. Gedichte. Gensch, Berlin 1883.
- Armin, der Cheruskerfürst. Gensch, Berlin 1883.
- Der Bataveraufstand. Gensch, Berlin 1883.
- Aus Havelland. Gedichte. 2. Auflage. Gensch, Berlin 1884.